# Minnie Driver

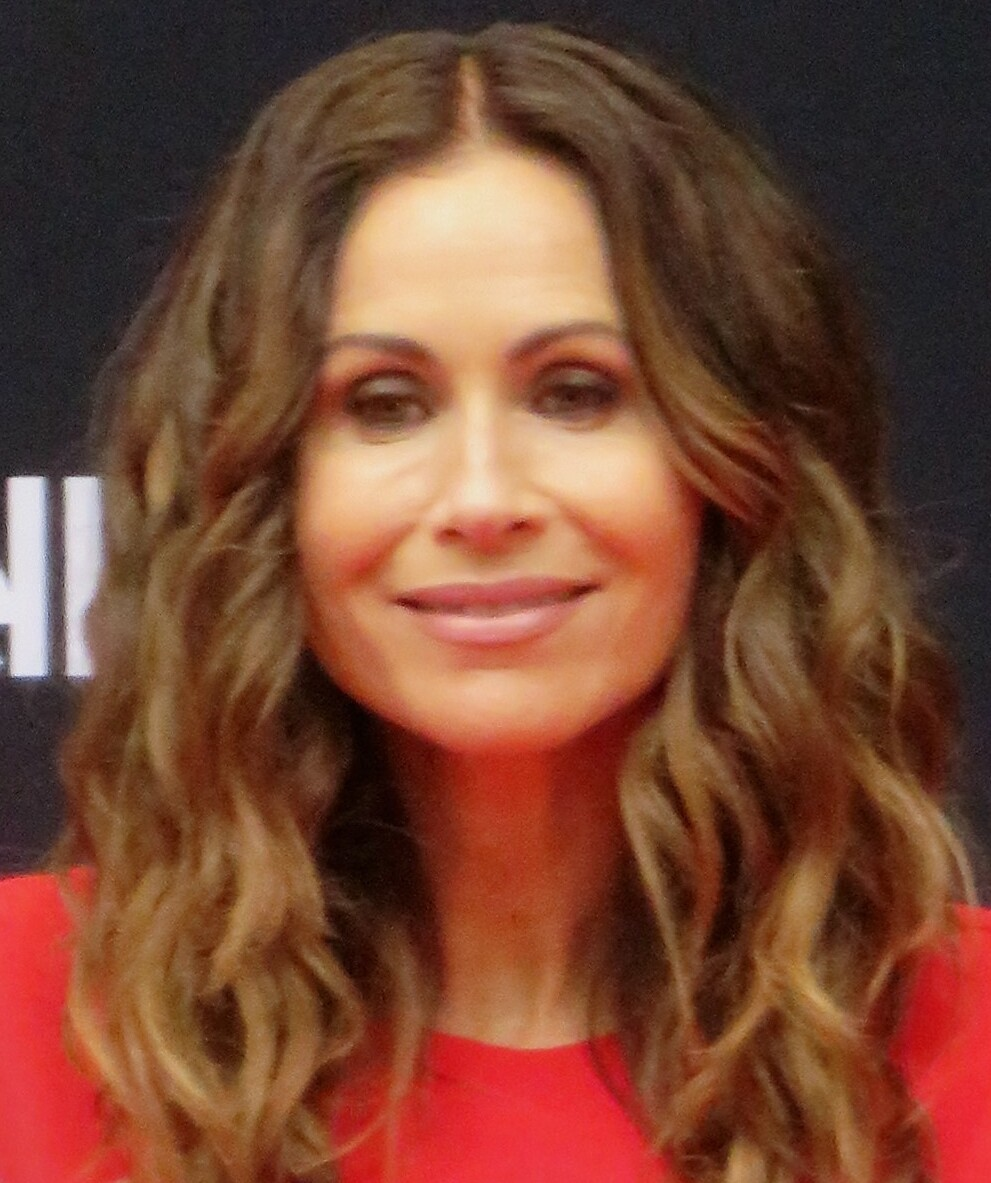
Minnie Driver (2022)

Amelia Fiona Jessica „Minnie“ Driver (* 31. Januar 1970 in London) ist eine britisch-US-amerikanische Schauspielerin und Sängerin.

## Leben und Karriere
Minnie Driver wurde als Tochter von Ronnie Driver – einem Bankier – und Gaynor Churchward geboren. Sie hat neben ihrer Schwester Kate noch zwei Brüder. Von ihrer Schwester stammt der Spitzname „Minnie“, weil jene anfangs den Namen Amelia nicht aussprechen konnte. Die ersten Lebensjahre verbrachte sie mit ihrer Familie auf Barbados.
Als Driver sieben Jahre alt war, ließen sich ihre Eltern scheiden, und sie wurde auf die „Bedales Boarding School“ im englischen Hampshire geschickt. Nach ihrem Abschluss nahm sie Schauspielunterricht an der Londoner Webber Douglas Academy of Dramatic Art. Darauf folgte ihr erster Auftritt in dem Fernsehfilm God on the Rocks (1990). Vor ihrer Karriere als Schauspielerin spielte sie in einer Band namens „Pudd, Rocks and Brown“; diese unterschrieb einen Vertrag bei Island Records, veröffentlichte jedoch nie ein Album.
Der endgültige Durchbruch gelang Driver 1995 mit Auftritten in Filmen wie Circle of Friends – Im Kreis der Freunde. Im gleichen Jahr hatte sie einen kleinen Auftritt in James Bond 007 – GoldenEye als Nachtclub-Sängerin. Für ihre Nebenrolle in Good Will Hunting wurde sie 1997 für den Oscar nominiert.
Mit ihrer Schwester Kate gründete sie 1998 die Produktionsfirma „Two Drivers“, die unter anderem für die Filme Slow Burn und Beautiful (beide 2000) als ausführender Produzent verantwortlich war.
2000 startete Driver eine Rückkehr ins Musikgeschäft; 2004 unterschrieb sie einen Vertrag bei EMI sowie Rounder Records und trat beim South by Southwest Festival auf. Sie veröffentlichte das Album Everything I’ve Got in My Pocket in Zusammenarbeit mit Mitgliedern von The Wallflowers und Pete Yorns Band. Sie schrieb zehn der elf Songs auf dem Album und coverte Bruce Springsteens Hungry Heart. Im Juli 2007 veröffentlichte sie mit Seastories ein weiteres Album, an dem auch Ryan Adams und Liz Phair mitarbeiteten.
2007 hatte Driver als Hauptdarstellerin der Fernsehserie The Riches an der Seite von Eddie Izzard Erfolg. Die Serie über die Umtriebe einer irischen Paveefamilie erreichte in den USA pro Woche fast sechs Millionen Zuschauer. Die zweite Staffel startete im März 2008.
Sie war viele Jahre Botschafterin der Entwicklungshilfeorganisation Oxfam und war somit aktive Unterstützerin der Make-Trade-Fair-Kampagne. Im Februar 2004 reiste sie mit Oxfam nach Kambodscha und Thailand, um sich vor Ort einen Eindruck von den Lebensumständen der Arbeiterinnen zu verschaffen. Nach Bekanntwerden der Berichte um sexuelle Ausbeutung von Frauen in Krisengebieten durch Oxfam-Mitarbeiter legte sie ihre Funktionen als Oxfam-Botschafterin im Februar 2018 nieder.
Am 5. September 2008 brachte Driver einen Sohn zur Welt.

## Filmografie (Auswahl)
- 1995: Circle of Friends – Im Kreis der Freunde (Circle of Friends)
- 1995: James Bond 007 – GoldenEye (GoldenEye)
- 1995: Cruel Train
- 1996: Big Night
- 1996: Sleepers
- 1997: Ein Mann – ein Mord (Grosse Pointe Blank)
- 1997: Good Will Hunting
- 1997: Baggage
- 1998: Hard Rain
- 1998: The Governess
- 1998: Unsere verrückte Farm (At Sachem Farm)
- 1999: Ein perfekter Ehemann (An Ideal Husband)
- 1999: Tarzan
- 2000: Zurück zu Dir (Return to Me)
- 2000: Beautiful
- 2000: Slow Burn
- 2000: The Upgrade
- 2001: Verbrechen verführt (High Heels and Low Lifes)
- 2001: D.C. Smalls
- 2003: Owning Mahowny
- 2003: Hope Springs – Die Liebe deines Lebens (Hope Springs)
- 2003–2020: Will & Grace (Fernsehserie, 9 Episoden)
- 2004: Ella – Verflixt & zauberhaft (Ella Enchanted)
- 2004: Das Phantom der Oper (The Phantom of the Opera)
- 2006: The Virgin of Juarez
- 2007: Take
- 2007: Ripple Effect
- 2007–2008: The Riches (Fernsehserie, 20 Episoden)
- 2009: New York Mom (Motherhood)
- 2010: Barney’s Version
- 2010: Betty Anne Waters (Conviction)
- 2010: The Deep (Fernsehserie, 5 Episoden)
- 2010: The Fran Drescher Show
- 2010: Modern Family (Fernsehserie, Episode 1x14)
- 2011: Hail Mary
- 2011: Hunky Dory
- 2012: Web Therapy (Fernsehserie, 5 Episoden)
- 2012: The Late Late Show with Craig Ferguson
- 2012: QuickBites
- 2012: Zicke Zacke Ziegenkacke (Goats)
- 2013: Das hält kein Jahr…! (I Give It a Year)
- 2014: Return to Zero
- 2014: The Red Tent (Miniserie, 2 Episoden)
- 2014: Beyond the Lights
- 2014: Stage Fright
- 2014: Peter Pan Live! (Fernsehfilm)
- 2014–2015: About a Boy (Fernsehserie, 33 Episoden)
- 2016–2019: Speechless (Fernsehserie, 63 Episoden)
- 2017: Laboratory Conditions (Kurzfilm)
- 2017: Die Wall Street Verschwörung (The Crash)
- 2017: The Wilde Wedding
- 2018: Spinning Man – Im Dunkel deiner Seele (Spinning Man)
- 2018–2019: SuperMansion (Fernsehserie, 5 Episoden, Stimme)
- 2021: Cinderella
- 2021: Modern Love (Fernsehserie, Episode 2x01)
- 2021–2023: Starstruck (Fernsehserie, 4 Episoden)
- 2022: Chevalier
- 2022: Rosalinde (Rosaline)
- 2022: The Witcher: Blood Origin (Miniserie, 4 Episoden)
- 2023: Our Flag Means Death (Fernsehserie, Episode 2x04)
- 2023: Uproar
- 2023: Nandor Fodor and the Talking Mongoose
- 2024: Batman: Caped Crusader (Episode 1x01, Stimme)
- 2024: Krapopolis (Episode 2x06, Stimme)
- 2024: The Beekeeper
- 2024: The Assessment
- 2024: Millers in Marriage
- 2024: The Serpent Queen (Fernsehserie, 5 Episoden)
- 2024: Arcane (Fernsehserie, 3 Episoden, Stimme)

## Auszeichnungen

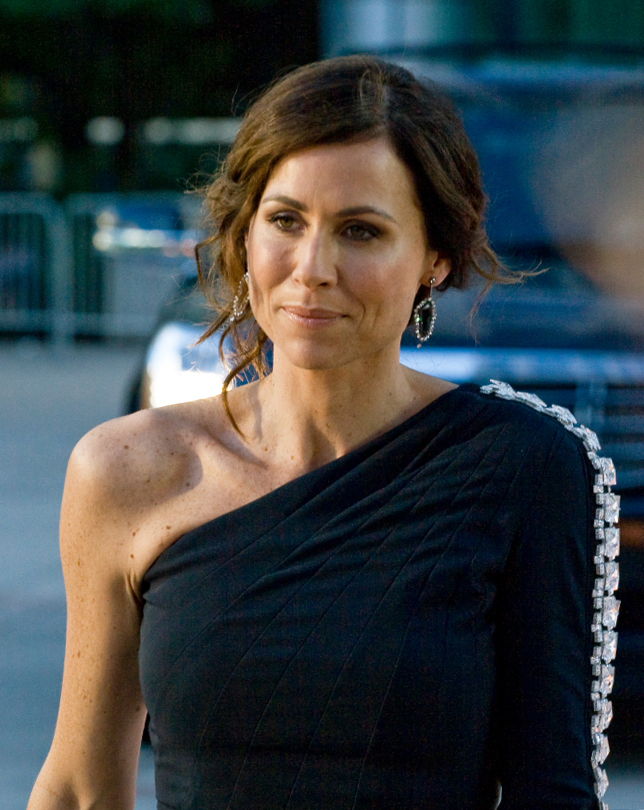
Driver auf dem Toronto International Film Festival 2010

- Chicago Film Critics Association Award vielversprechendste Darstellerin Circle of Friends – Im Kreis der Freunde
- London Film Critics’ Circle Award for British Supporting Actress of the Year Big Night
- London Film Critics' Circle Award beste britische Nebendarstellerin des Jahres Sleepers
- London Film Critics' Circle Award beste britische Nebendarstellerin des Jahres Ein Mann – ein Mord
- London Film Critics' Circle Award beste britische Nebendarstellerin des Jahres Good Will Hunting
- Nominierung – Academy Award beste Nebendarstellerin Good Will Hunting
- Nominierung – Satellite Award beste Nebendarstellerin Good Will Hunting
- Nominierung – Screen Actors Guild Award beste Nebendarstellerin Good Will Hunting
- Nominierung – Screen Actors Guild Award bestes Ensemble Good Will Hunting
- Nominierung – MTV Movie Award bester Kuss Good Will Hunting
- Nominierung – Annie Award Beste Stimme Tarzan
- Nominierung – London Film Critics’ Circle Award beste britische Nebendarstellerin des Jahres Das Phantom der Oper
- Nominierung – Satellite Awardbeste Nebendarstellerin Das Phantom der Oper
- California Independent Film Festival Award beste Darstellerin Take
- Phoenix Film Festival Copper Wing Award für das beste Ensemble Take
- Tiburon International Film Festival Award beste Darstellerin Take
- Academy of Canadian Cinema and Television Award beste Nebendarstellerin Barney’s Version
- Nominierung – London Film Critics’ Circle Award beste britische Nebendarstellerin des Jahres Barney’s Version
- Nominierung – Vancouver Film Critics Circle beste kanadische Nebendarstellerin Barney’s Version
- Nominierung – Primetime Emmy Award beste Hauptdarstellerin Return to Zero
- Nominierung – Critics’ Choice Television Award beste Hauptdarstellerin Return to Zero

## Diskografie
Studioalben:
- 2004: Everything I’ve Got in My Pocket
- 2007: Seastories
- 2014: Ask me to Dance

Singles:
- 2004: Everything I’ve Got in My Pocket
- 2005: Invisible Girl